# Арби (посёлок)
Арби — упразднённый посёлок в Зейском районе Амурской области России. Исключен из учётных данных в 1974 году.

## География
Посёлок располагался на левом берегу реки Арби выше впадения её в реку Уркан, на расстоянии примерно 6,5 километра (по прямой) к северо-западу от села Ивановка.

## История
В 1930—1950-е годы в деревне действовал колхоз имени Ленина.
Решением Амурского исполкома от 7 июня 1974 года № 253, посёлок Арби исключен из учётных данных как несуществующий.